# Stournaraíïka
Stournaraíïka är en ort i Grekland.   Den ligger i prefekturen Trikala och regionen Thessalien, i den centrala delen av landet, 250 km nordväst om huvudstaden Aten. Stournaraíïka ligger 803 meter över havet och antalet invånare är 537.
Terrängen runt Stournaraíïka är kuperad åt nordväst, men åt sydost är den bergig. Runt Stournaraíïka är det ganska glesbefolkat, med 34 invånare per kvadratkilometer. Närmaste större samhälle är Pýli, 11,1 km öster om Stournaraíïka. I omgivningarna runt Stournaraíïka växer i huvudsak blandskog.